# Televisión Municipal de Granada
TG7 es la marca comercial de la Televisión Municipal de Granada gestionada por el Ayuntamiento de Granada. Inició sus emisiones en pruebas el 27 de septiembre de 2009, con Nicolás Sierra como director de la Empresa Municipal de Comunicación Audiovisual, S.A. y la productora CBM del Grupo Secuoya.
En diciembre de 2012, el pleno municipal aprobó la ordenanza reguladora de la Radio Televisión granadina, haciendo efectiva la disolución de EMCASA, pasando TG7 a ser gestionadas directamente por el consistorio, manteniendo el contrato con el Grupo Secuoya.
Su programación ofrece programas de interés ciudadano, abarcando programas informativos, debates, deportes, cultura y  entretenimiento.
Su ámbito de cobertura el Área Metropolitana de Granada. También puede verse en todo el mundo a través de la web de TG7. GCFTV
Según los balances del Consejo Audiovisual de Andalucía, TG7 es una de las televisiones públicas más plurales de Andalucía.

## Historia

### 2009
TG7 comenzó sus emisiones en pruebas con la retransmisión en directo de la Procesión de la Virgen de las Angustias, de la mano del comunicador Jorge Martínez.
Los servicios informativos, coordinados por la periodista Ana Tamayo, fueron la primera apuesta de la nueva televisión. Como forma de optimizar los recursos el que fuera director-gerente de la cadena hasta el año 2011, Nicolás Sierra, construyó una redacción polivalente donde los redactores, además de elaborar información para TG7 Noticias, también presentaran los distintos programas de la cadena.
Los primeros programas de la parrilla de TG7 fueron El Mirador de la Cultura, presentado por la periodista Angie Pineda y que ofrecía información sobre cultura, arte, nuevas tendencias o literatura, el magacín de información municipal Plaza del Carmen, conducido por la periodista Ana Tamayo, Granada Cofrade, programa de información de las cofradías que realizan las procesiones de la Semana Santa de Granada conducido por el periodista Jorge Martínez proveniente de la Cadena Ser, y el resumen de las noticias de la semana 5 Días, presentado por la periodista Tete Andrés. 
La información deportiva fue cubierta por el informativo Deportes 7, presentado por Pedro Lara junto a Fran Latorre y otros colaboradores realizando un seguimiento especial del Granada CF. Así TG7 retransmitió parte de los partidos de liga que disputaba el Granada CF, tanto en sus partidos como local como en los que jugaba fuera de casa.

### 2010
En 2010, la jefa de informativos de TG7 fue destituida, siendo escogido para el puesto el comunicador Pedro Pablo López, que integraba la redacción de informativos de la cadena.
Desde el 3 de abril de 2010 fecha de cese de las emisiones de televisión analógica terrestre, TG7 emite única y exclusivamente a través del sistema de Televisión Digital Terrestre. Gracias a la TDT, además de Granada capital, el área de influencia de la televisión municipal de Granada se extiende a Granada, Albolote, Armilla, Atarfe, Cenes de la Vega, Chauchina, Churriana de la Vega, Cijuela, Cúllar Vega, Fuente Vaqueros, Las Gabias, Gójar, Huétor Vega, Láchar, Maracena, Ogíjares, Peligros, Pinos Puente, Santa Fe, Valderrubio, Vegas del Genil, La Zubia e Íllora.
Durante este año, TG7 añadió a su parrilla programas como El Diván, un programa de entrevistas a personas relevantes de la provincia de Granada. Este programa tenía como particularidad la ausencia de un presentador fijo, ya que por él rotaron todos los redactores de informativos.
En Semana Santa, comenzaron las emisiones de Cofrade Directo, con la utilización de un nuevo sistema de transmisión de señales digitales de televisión con tecnología COFDM que permitió televisar todas las salidas y regresos de las 32 hermandades y cofradías granadinas.
La Beatificación de Fray Leopoldo de Alpandeire el 12 de septiembre de 2010 fue otro de los eventos retransmitidos en directo por TG7. Un acto que fue seguido por todo el mundo a través de TVE, TVE Internacional, así como cientos de cadenas a las que la televisión pública cedió su señal.
Con la llevada del mes de septiembre se produjo una ampliación de la parrilla de programación al tiempo que se realizaron algunos cambios. El Mirador de la Cultura cambiaba de presentador, siendo desde entonces responsable de sus contenidos el periodista y poeta Daniel R. Moya y el informativo TG7 Noticias pasaba a ser presentado por la periodista Alba Pérez Rey. Se añadieron a la parrilla el programa de divulgación científica Paraninfo elaborado en colaboración con el Consejo Social de Granada y presentado por Ana Valencia; Sabores de Granada, espacio sobre gastronomía y el sector agroalimentario de la provincia de la mano de la periodista Raquel Romero; La Ratonera, programa de entrevistas conducido por el periodista Francisco Barajas; La Guinda, programa de debate, análisis y opinión presentado por el comunicador Pedro Pablo López, como El Administrador en Casa, también presentado por López que, en colaboración con el Colegio de Administradores de Fincas, asesoraba sobre los problemas vecinales a las comunidades de propietarios.

### 2011
En su segundo año de emisiones, TG7 se convirtió en la televisión pública granadina más vista de la provincia, aunque su emisión se limitaba a Granada y su área metropolitana. Los datos ofrecidos por el Granabarómetro 2011, realizado por el Centro de Análisis y Documentación Política y Electoral de Andalucía (CADPEA), daban a TG7 un 1,1% de cuota de pantalla a nivel provincial, superando a la suma de las otras ofertas locales que emitían en Granada, UNA TV (Granada Televisión-Radio Granada) y Canal 21-La Opinión.
Este año aparecieron nuevos contenidos, el magacín El Zacatín, presentado Tete Andrés, con reportajes sobre moda, artesanía y alternativas de ocio locales, Usted responde, presentado por Encarna Ximénez de Cisneros, con la colaboración de dos periodistas en cada programa donde se entrevistaba a personajes de interés de la ciudad de Granada, al tiempo que 5 Días cambiaba su presentadora a la periodista Paloma López. Cofrade Directo  incorporó una segunda unidad de realización para la retransmisión de la Semana Santa, así como la visualización a través de teléfonos inteligentes
En el año 2011 se hizo también seguimiento de las elecciones municipales y el ascenso del Granada CF a primera división. Con motivo de las elecciones de las elecciones del 22 de mayo, TG7 Noticias incorporó la información de los partidos políticos, acorde a los tiempos electorales fijados por la Junta Electoral de Zona. Además, se entrevistó a los candidatos a la alcaldía de Granada, José Torres Hurtado (PP), Francisco Cuenca (PSOE) y Francisco Puentedura (IU), con idéntico tiempo y cuestionario. El día de las elecciones TG7, desplegó un dispositivo de más 20 personas para cubrir la jornada electoral, con conexiones en directo con las sedes de los partidos con representación municipal, así como con los partidos minoritarios. Un programa especial de más de cinco horas que contó con la participación de políticos de los partidos con representación municipal.
Las cámaras de la televisión pública de Granada cubrieron el ascenso del Granada CF a la primera división del fútbol nacional a través del equipo de Deportes 7, presentado por el periodista Pedro Lara y el comunicador deportivo Fran Latorre. Se realizó el seguimiento del recorrido de la plantilla por las calles de la ciudad, la fiesta en la Plaza del Carmen y se realizaron entrevistas a varias personalidades de la ciudad, los jugadores y el presidente del club, Quique Pina.
En junio de 2012, el nuevo responsable político de la televisión municipal, el concejal de personal, Juan Antonio Fuentes, incorporaría a equipo directivo a la que fuera jefa de prensa del Partido Popular durante la campaña electoral de las elecciones municipales 2011, Cristina García, nombrándola coordinadora de contenidos. Meses después, en diciembre de 2011, el jefe de informativos de TG7, Pedro Pablo López, dimite de su cargo al frente de los servicios informativos; un puesto que asumiría también Cristina García.

### 2012
En 2012 se realizaron una serie de cambios en los programas informativos. La periodista Cristina García, nueva coordinadora de contenidos e informativos, sería la presentadora de la primera edición de TG7 Noticias, a las 14:15 horas.
Además, comenzaron las emisiones de TG7 Radio en la frecuencia 88.8 de FM con dos informativos, uno a las 14:30 y otro a las 21:30.
Durante la retrasmisión de la Semana Santa se establecieron nuevos puntos de conexión, nueva distribución de cámaras y se realizó la retransmisión para La 2 de Televisión Española.
Cristina García, hasta ahora presentadora de TG7 Noticias 1.ª Edición, pasaría a presentar el informativo de las 21:30 y la periodista Paloma López, presentadora del programa de información municipal Plaza del Carmen, se convertía en la presentadora del informativo de las 14:15. 
En cuanto a la programación, la única incorporación que tuvo TG7 durante el año 2012 fue el programa Granada es Provincia. Un programa presentado por el comunicador Pablo Martín sobre actualidad de la provincia, mostrando interés por los proyectos presentados por la Diputación de Granada, así como la información de los 169 municipios de la provincia. Además, el programa de cultura pasó a denominarse El Mirador de la Cultura 3.0, incluyendo una entrevista en profundidad realizada por su responsable, Daniel R. Moya o la periodista Ana Vercher, también redactora de informativos.
A finales de este año 2012, el Ayuntamiento de Granada, tras acogerse al plan de pago a proveedores del Gobierno central que establecía un plan de ajuste en las cuentas municipales, EMCASA fue disuelta. La disolución fue efectiva el 31 de diciembre de 2012, momento en el que el consistorio asumió el servicio municipal de radio y televisión.

### 2013
2013 estuvo marcado por la aprobación de la Ordenanza Reguladora de la Prestación del Servicio Público Municipal de Radiotelevisión. El servicio público se integró en el área de Servicios Generales de la Concejalía de Personal, Organización, Servicios Generales, Contratación y Compras, teniendo como concejal competente a Juan Antonio Fuentes Gálvez.
Los servicios informativos cambiaron su decorado y TG7 Noticias 2.ª Edición que pasó a ser presentado por Cristina García y Alba Pérez Rey. A las dos ediciones existentes, a las 14:15 y a las 21:30 horas, se incorporó el programa 5 Días presentado por la periodista Alba Pérez Rey. Se añadió a la parrilla Vayamos por Barrios, conducido por el comunicador Jorge Martínez, en el que se hace un recorrido por los barrios de la ciudad, Gran Vía, presentado por la periodista Encarna Ximénez de Cisneros, sobre actos y acontecimientos locales y provinciales.
En septiembre, con la nueva temporada, se incorporaron nuevos programas, como El Salón, comandado por Alba Pérez Rey y Raquel Romero; un gran contenedor en el que entrevistas, actuaciones, consejos de saludo y ocio, se unían a la cocina tradicional de Granada. Pedro Pablo López y Tete Andrés comenzaban un nuevo programa El Retrovisor, con el que hacían un recorrido por la música, la televisión y la publicidad de los últimos 50 años.
En este año también se incorpora como redactora la periodista Mónica Rodríguez para realizar labores de redacción.

### 2014
Con la marcha de Tete Andrés, Mónica Rodríguez y Marypaz Bailón se hacen cargo de El Zacatín que terminaría con el final del verano.
TG7 cumple cinco años y celebra su aniversario con una gala en la que se presentan las nuevas caras de la cadena, así como los nuevos programas. Presentada por Ana Rodríguez Marti, que llega para presentar El Salón junto a Raquel Romero, así como La Guinda y TG7 Noticias 14:15 se dan a conocer las incorporaciones de Mónica Martínez, Inma García Leyva, así como las del realizador gallego Santiago Torres y otros miembros del equipo técnico. 
Este aniversario se completó con la inversión en nuevos platós, diseñados por Bou Interiorismo (enlace roto disponible en Internet Archive; véase el historial, la primera versión y la última)., nuevas sintonías y una nueva imagen para la cadena, que eligió el lema Conectamos con Granada como claim de temporada, además de la elaboración de un documental, con guion de Daniel Rodríguez Moya, titulado Así que pasen cinco años.

### 2015
En junio de 2015, los trabajadores de TG7 denunciaron públicamente las humillaciones y vejaciones que muchos de ellos sufrían, así como la existencia de trabajadores fantasma, señalando como máximos responsables a la directora del servicio municipal, Cristina García Carmona, así como de la jefa de informativos, Paloma López González, y el responsable político del canal, el concejal de personal del Ayuntamiento de Granada, Juan Antonio Fuentes.
Además, en julio de 2015 salieron a la luz unas grabaciones en las cuales la coordinadora del servicio y copresentadora de TG7 Noticias, animaba a los trabajadores a apoyar al Partido Popular.
En septiembre de 2015, después de las denuncias de la oposición, la directora de la cadena, Cristina García Carmona, dejó de realizar sus funciones en TG7, aunque manteniéndose como trabajadora del Ayuntamiento. Igual ocurrió con el concejal responsable del servicio, Juan Antonio Fuentes y la jefa de informativos del ciclo 2012-2015, Paloma López González, que fueron relevados de sus funciones.
En octubre de 2015, el servicio municipal de radio televisión pasaba a depender del área de economía, con Francisco Ledesma como delegado del servicio. En esta misma fecha, el comunicador Jorge Martínez, con 30 años de experiencia en radio, televisión y prensa escrita, asumía las labores de coordinador del servicio, al igual que el poeta y periodista, Daniel Rodríguez Moya, como jefe de informativos.
En este mismo mes, el delegado del servicio municipal de radio televisión, Francisco Ledesma, comunicó a los grupos municipales y a la opinión pública la aparición de una deuda de 450.000 euros más IVA, recibida de los anteriores responsables de la gestión municipal. Ante esta situación, el Ayuntamiento de Granada dio por finalizado el contrato con el Grupo Secuoya. Durante el invierno de 2016, TG7 emitió redifusiones y programas enlatados, así como un pequeño espacio informativo, mientras se adjudicaba el nuevo contrato a una nueva empresa para retomar el servicio. Mientras tanto, los trabajadores continúan su litigio con la empresa presidida por Raúl Berdonés, que ha negado la antigüedad a los trabajadores, además de impedir en un primer momento, que los trabajadores pudieran tener derecho a la prestación por desempleo.